# Georg Andrup
Georg Otto Hindenburg Andrup (født 15. juli 1913, død 19. juli 1999) var en dansk miljøforkæmper, civilingeniør og direktør for Odense Vandforsyning samt medlem af Fyns Amtsråd for SF.
Han påviste i 1960 med bogen Odenseegnens Vandforsyning i forhold til De Hydrogeologiske Forhold i Fyn, at pesticider kunne gå i grundvandet og var på et særdeles tidligt tidspunkt modstander af landbrugets kvælstofforurening. Hans årelange kamp mod landbrugets forhaling og ugrundede mistænkeliggørelse af de resultater, hans undersøgelser og ikke mindst vandprøver fra fynske vandløb viste, fik radikaliseret hans opfattelse af samspillet mellem politik og embedsværk. 
Undervejs blev han præsident for Odense Østre Rotary Club, guvernør for Rotary International Distrikt 146, og moderator for Rotary International 1968-1969.